# Su-12
Su-12 (ros.Су-12) – czteromiejscowy samolot rozpoznawczy produkcji ZSRR z okresu po II wojnie światowej. Samolot zbudowany w oparciu o niemiecki samolot rozpoznawczy Focke-Wulf Fw 189

## Historia
W czasie II wojny światowej ZSRR nie posiadał wyspecjalizowanego samolotu rozpoznawczego, a tym bardziej samolotu wsparcia artyleryjskiego, maszyny mogącej korygować ostrzał artyleryjski. Początkowo zadania te wykonywały samoloty Po-2, Su-2, a od 1943 roku samoloty Ił-2. W listopadzie 1943 roku biuro konstrukcyjne Suchoja opracowało samolot Su-12 (robocze oznaczenie RK). Projekt oparto na konstrukcji niemieckiego samolotu Fw-189. Od pierwowzoru różnił się zwiększonymi rozmiarami oraz zastosowaniem radzieckich, mocniejszych silników ASz-62. Niestety projekt samolotu został odrzucony. Dopiero interwencja marszałka artylerii Nikołaja Woronowa spowodowała, że prototyp został przywrócony do prób w locie. Zwiększono załogę do 4 osób oraz zmieniono silniki samolotu na ASz-82 FN. Prototyp został oblatany 26 sierpnia 1947 roku. Testy wykazały szereg niedomagań samolotu, które miały być usunięte w czasie produkcji seryjnej. Rozważano produkcję samolotu w czechosłowackich zakładach Aero, które miało doświadczenie w produkcji Fw 189. W wyniku braku zdolności produkcyjnych oraz preferowaniu samolotów odrzutowych, projekt samolotu został odrzucony.

## Opis konstrukcji
Dwusilnikowy wolnonośny dolnopłat o konstrukcji całkowicie metalowej, w układzie dwubelkowym. Dwie belki kadłubowe, z gondolami silnikowymi w przedniej części i statecznikami pionowymi w ogonowej części, umieszczone pod skrzydłami. Statecznik poziomy w ogonie samolotu, łączący stateczniki pionowe. Podwozie samolotu klasyczne, wciągane do gondoli silnikowych. Śmigła czterołopatowe.